# 塞內特格羅夫 (密蘇里州)
塞內特格羅夫（英語：Senate Grove）是位於美國密蘇里州富蘭克林縣的鬼鎮。

## 歷史
塞內特格羅夫的郵局於1891年設立，其後於1903年停運。

## 地理
塞內特格羅夫所處的海拔為高於海平面234米（即768英呎），而該地所採用的時區為UTC-6，即北美中部時區（CST）。同時該地設有夏令時間，為UTC-6調快一小時，即UTC-5（CDT）。